# Паудерем
Замок Паудерем (англ. Powderham Castle) — усадебный дом с укреплениями, расположенный рядом с деревней Кентон в графстве Девон, Англия. Эксетер находится в 10 км к югу от замка. Памятник архитектуры первой степени. Парк и сады вокруг замка занесены в национальный реестр исторических парков и садов второй категории.
Своё название замок получил от нидерландского слова «польдер» — осушенный и возделанный низменный участок побережья. В XVIII и XIX веках средневековый замок был в значительной степени перестроен, в основном архитектором Джеймс Уайетт в 1790-е годы. Резиденция семьи Куртене, графов Девон.

## История
Замок, который является основой сегодняшнего сооружения, был построен после 1390 года сэром Филипом Куртене (ум. 1406), 5-м или 6-м сыном Хью Куртене, 2-го графа Девон (ум. 1377). Резиденцией графов Девон тогда был Тивертонский замок, а их кузены из младшей ветви, известной как «Куртене из Паудерема», стали видными дворянами графства и не всегда были на дружеской ноге с представителями старшей ветви. Куртене из Паудерема активно участвовали в управлении графства, исполняли обязанности шерифа, мирового судьи и были членами парламента от Девона.

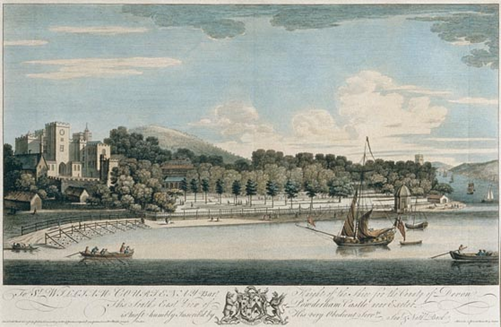
Замок Паудерем. Гравюра (1745).

В 1556 году старшая ветвь Куртене из Тивертона пресеклась; в 1831 году Куртене из Паудерема задним числом были признаны де-юре графами Девон, и стали де-факто графами с 1831 года, когда титул был официально подтверждён. Незадолго до этого они уже получили право заседать в Палате лордов, получив титул виконтов.

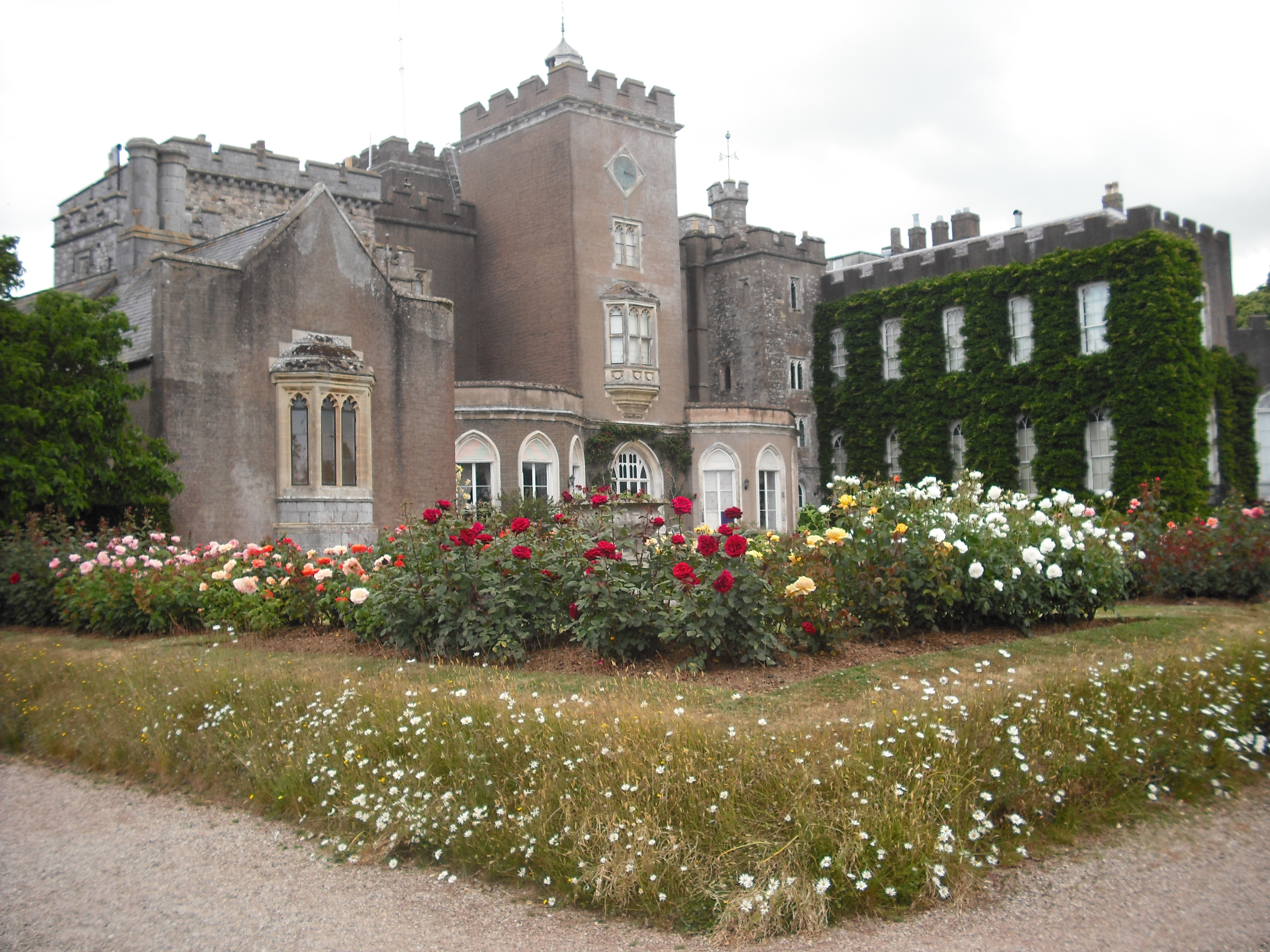
Розарий. Вид с юго-востока идентичен гравюре 1745 года.

Первоначально постройка на этом месте была усадьбой с укреплениями, а «замком» его стали называть, вероятно, не ранее XVII века. Паудерем никогда не был замком в прямом смысле этого слова, с крепостью и рвом, хотя у него имелась куртина и двор с восточной стороны (теперь розарий), как можно увидеть на гравюре 1745 года. Также здесь имелся барбакан или бастион, но они были снесены при реконструкции в XVIII веке, чтобы открыть вид из нижних комнат на эстуарий реки Экс. Многие характерные для замка элементы на западном фасаде (главный вход) были добавлены только в XIX веке. В 1845—1847 годах был возведён торхаус по проекту Чарльза Фаулера. Высокое прямоугольное строение с башней на севере, расположенное за торхаусом, и есть средневековая усадьба. Флигель из более светлого камня с тремя окнами в готическом стиле — это столовая в викторианском стиле, спроектированная Фаулером.

### Война роз
Во время Войны роз графы Девона из замка Тивертон враждовали с Бонвиллами из Шу́та. Их дальний родственник из Паудерема, сэр Уильям Кортни (ум. 1485) женился на Маргарет Бонвилл, дочери Уильяма Бонвилла, 1-го барона Бонвилл (1392—1461), что сделало Паудерем оплотом Бонвиллов против графов Девона. 3 ноября 1455 года Томас де Куртене, 5-й граф Девон (1414—1458) с тысячью человек захватил Эксетер вместе с замком и осаждал Паудерем в течение двух месяцев. Барон Бонвилл попытался снять осаду и подошёл с востока через реку Экс, но потерпел неудачу и был отброшен войском графа. 15 декабря 1455 года граф Девон и барон Бонвилл сошлись в битве при Клист-Хит в Эксетере; барон потерпел поражение, а граф разграбил замок в Шуте.

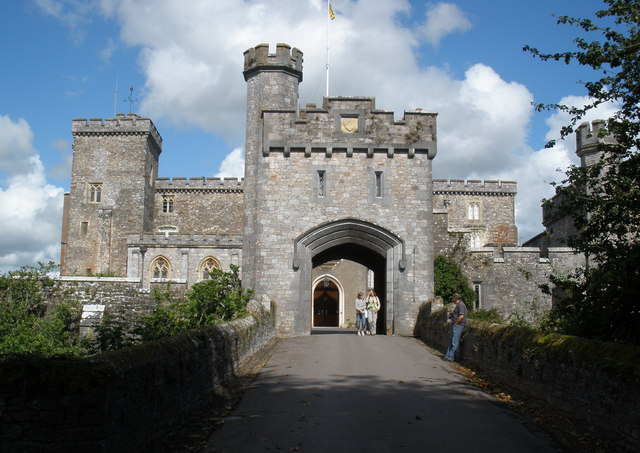
Торхаус середины XIX века.

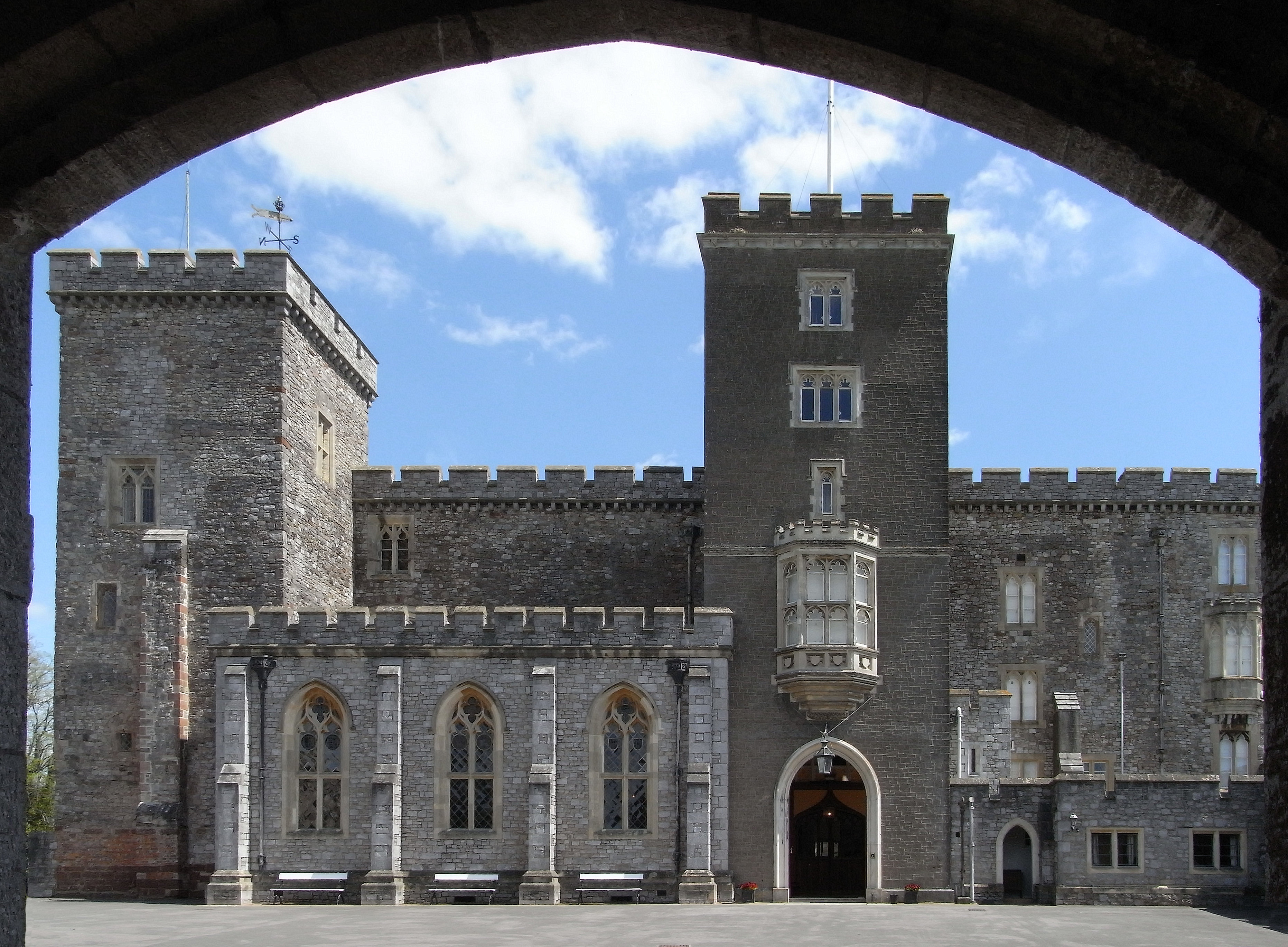
Западный фасад, вид из-под викторианского торхауса. Крайняя левая башня датируется 1390—1450 годами, как и центральное строение, в котором изначально находился рыцарский зал. Центральная башня с главным входом возведена в 1710—1727 годах. Одноэтажное здание с тремя готическими окнами между двумя башнями — это столовая в викторианском стиле.

### Гражданская война
Во время гражданской войны в замке Паудерем находился гарнизон из трёхсот солдат-роялистов под командованием сэра Хью Мередита. В декабре 1645 года отряд сторонников парламента под командованием сэра Томаса Ферфакса предпринял безуспешную попытку захватить его; тем не менее, 25 января 1646 года замок удалось взять полковнику Роберту Хаммонду. Паудерем был сильно повреждён во время штурма и в некоторых местах отсутствовала кровля и были частичны разрушены стены. В начале XVIII века сэр Уильям Куртене, 2-й баронет (ум. 1735) отремонтировал свою резиденцию.

### Настоящее время
Лестница, зал, музыкальная комната и хозяйская спальня замка использовались в качестве локаций для фильма «Остаток дня» (1993). В особняке также проходили съёмки некоторых сцен комедии «Черчилль идёт на войну» (2004).
Лицензия замка на проведение свадебных церемоний была отозвана с 1 января 2009 года после того, как Хью Кортни, 18-й граф Девон, отказал гомосексуальной паре провести в замке церемонию заключения гражданского партнёрства, поскольку это не соответствовало его религиозным убеждениям. 29 сентября 2009 года граф выставил на аукционе 113 предметов из замка на аукционе Сотбис в Лондоне, чтобы покрыть долги за содержание особняка XIV века; за фамильное серебро, мебель, антиквариат и картины удалось выручить больше миллиона фунтов стерлингов. Граф отрицал, что аукцион был вызван потерей доходов от свадеб. Впоследствии граф передал бразды управления имением своему сыну Чарльзу, ныне 19-му графу Девон. Лицензия на проведение свадеб, гражданских церемоний и гражданских партнёрств в замке была восстановлена.

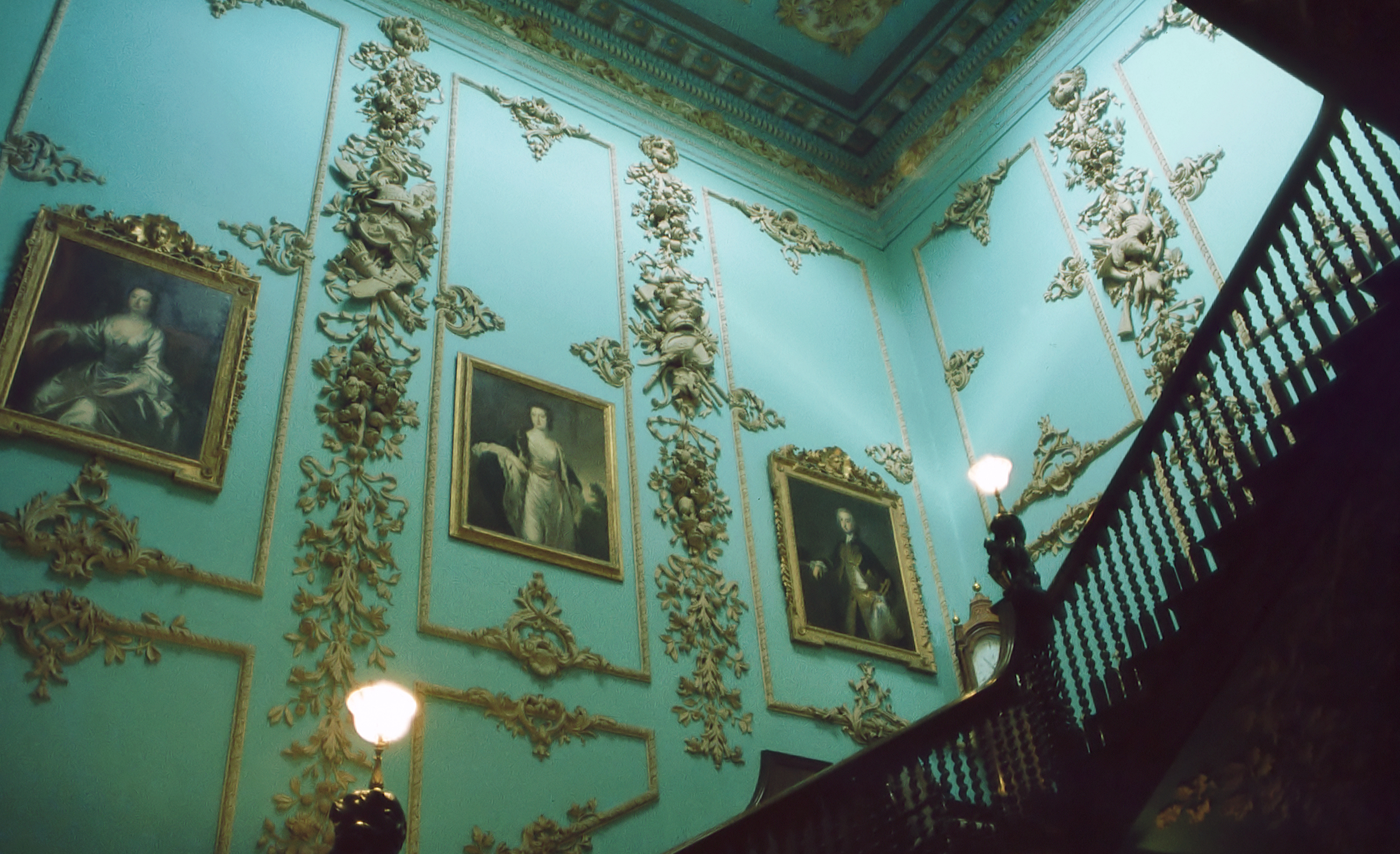
Лестница в Паудереме.

В 2017 году Мэри Берри сняла о Паудереме часовую программу в рамках своего 4-серийного проекта «Секреты загородного дома Мэри Берри» для BBC One.
Замок Паудерем часто используется как площадка для проведения концертов, в том числе в рамках фестиваля Radio 1’s Big Weekend. Среди прочих в разные года здесь выступали: Westlife, Status Quo, ABC, Go West, Ховард Джонс, Ник Кершоу, Cutting Crew, Altered Images, Марк Алмонд, Элли Голдинг, Coldplay, The 1975, Крейг Дэвид, Ник Джонас, Игги Азалия, Noel Gallagher’s High Flying Birds, Little Mix, Брайан Адамс и Том Джонс.